# سیم خاردار

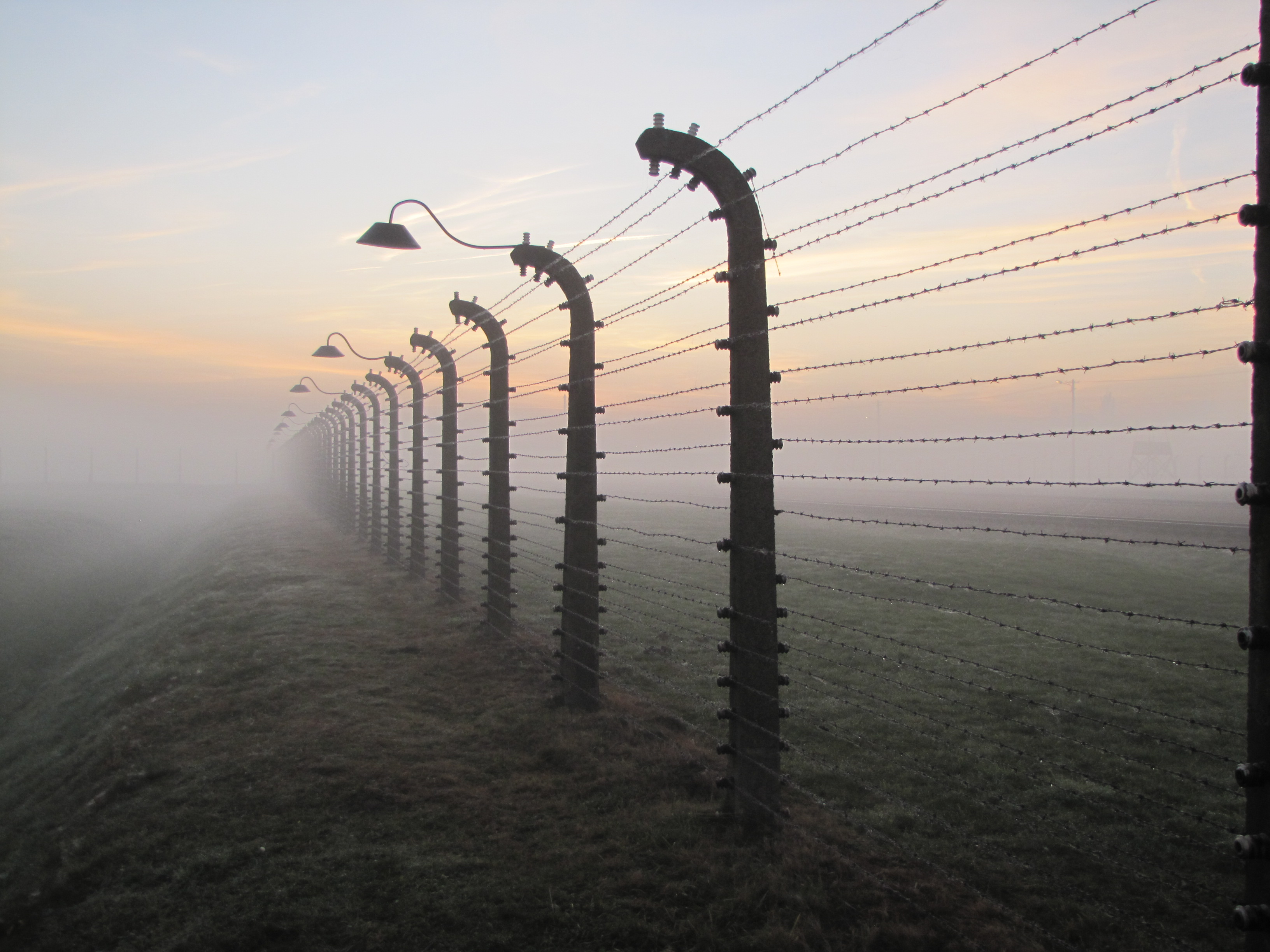
نگاره‌ای از سیم‌های خاردار اردوگاه آشویتس در بژژنکا، لهستان.

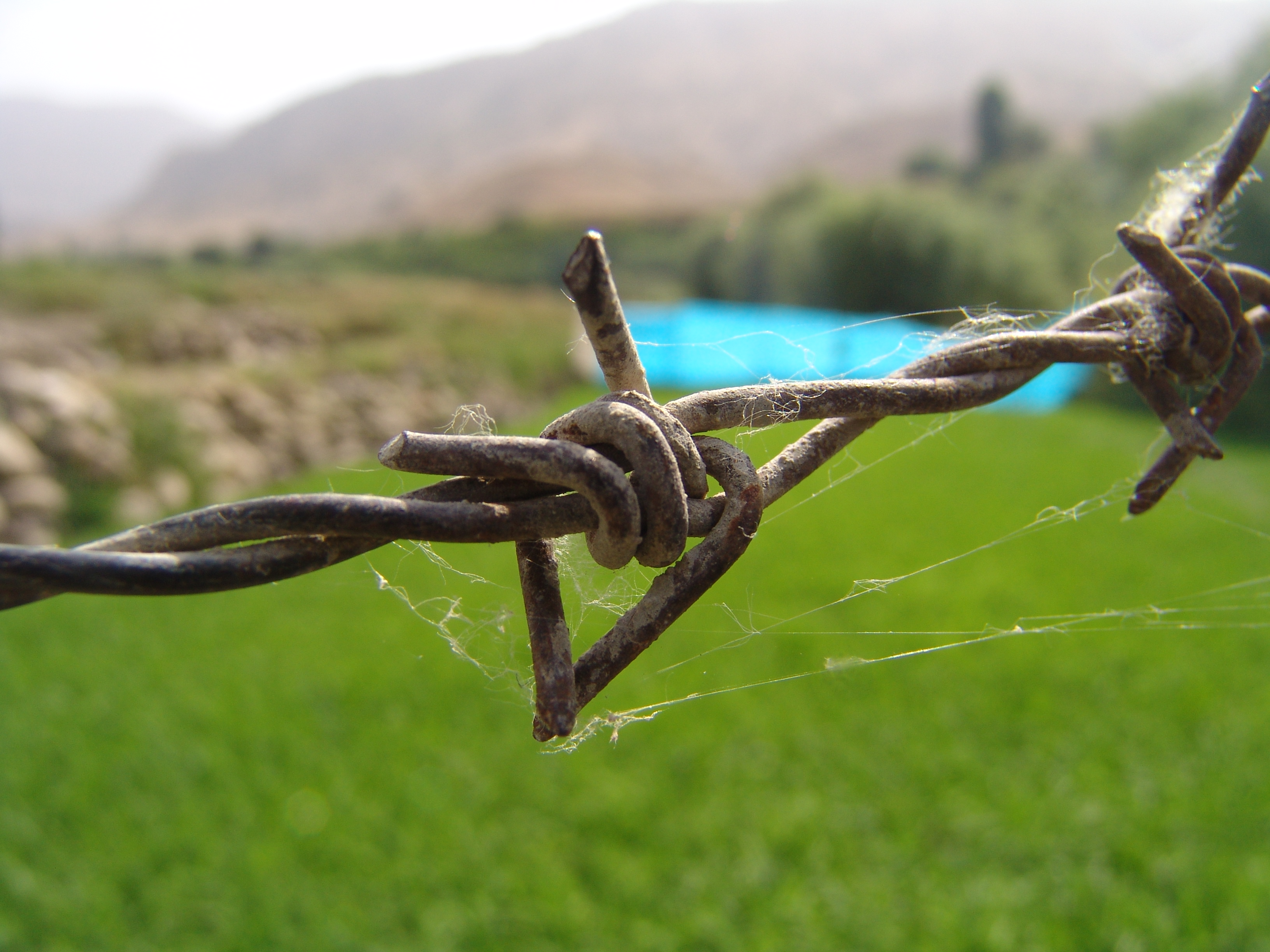
سیم خاردار، در کشاورزی

سیم خاردار یک نوع سیم رشته‌ای ساخته شده با لبه‌های تیز با نقاط تنظیم شده، در فواصل و امتداد مرتب شده از رشته‌ها می‌باشد. این رشته‌ها برای ساختن نرده‌های ارزان قیمت و در اطراف بالای دیوارهای املاک مورد استفاده قرار می‌گیرد. حق ثبت و اختراع سیم خاردار برای نخستین بار به «لوسین بی اسمیت» از شهر «کنت، اوهایو» در سال ۱۸۶۷ در ایالات متحده به عنوان مخترع صادر گردید.

## مواد
_ سیم فلزی با روکش روی، سیم خاردار در واقع از فولاد مفتول گالوانیزه تولید شده است. از نظر تجاری، در دو نوع کلاس ۱ و کلاس ۳ می‌باشد. همچنین با نام‌هایی از جمله سیم فولادی گالوانیزه برقی و سیم فولادی گالوانیزه گرم فرورفته معروف است.
_ سیم فولادی با آلیاژ روی و آلومینیوم، آلیاژ روی ۵٪ و آلومینیوم ۱۰٪ و مفتول فلزی میکس متال تشکیل شده است که به سیم گالفان نیز معروف است.
_ سیم فولادی با روکش پلیمر، سیم فلزی روی یا سیم فلزی روی آلومینیوم با روکش‌های PVC و PE یا روکش‌های پلیمری آلی دیگری پوشیده شده است.
_ سیم استیل ضدزنگ، با ۳۱۶، SEA ۳۰۴ و سایر مواد موجود است.

## انواع سیم خاردار

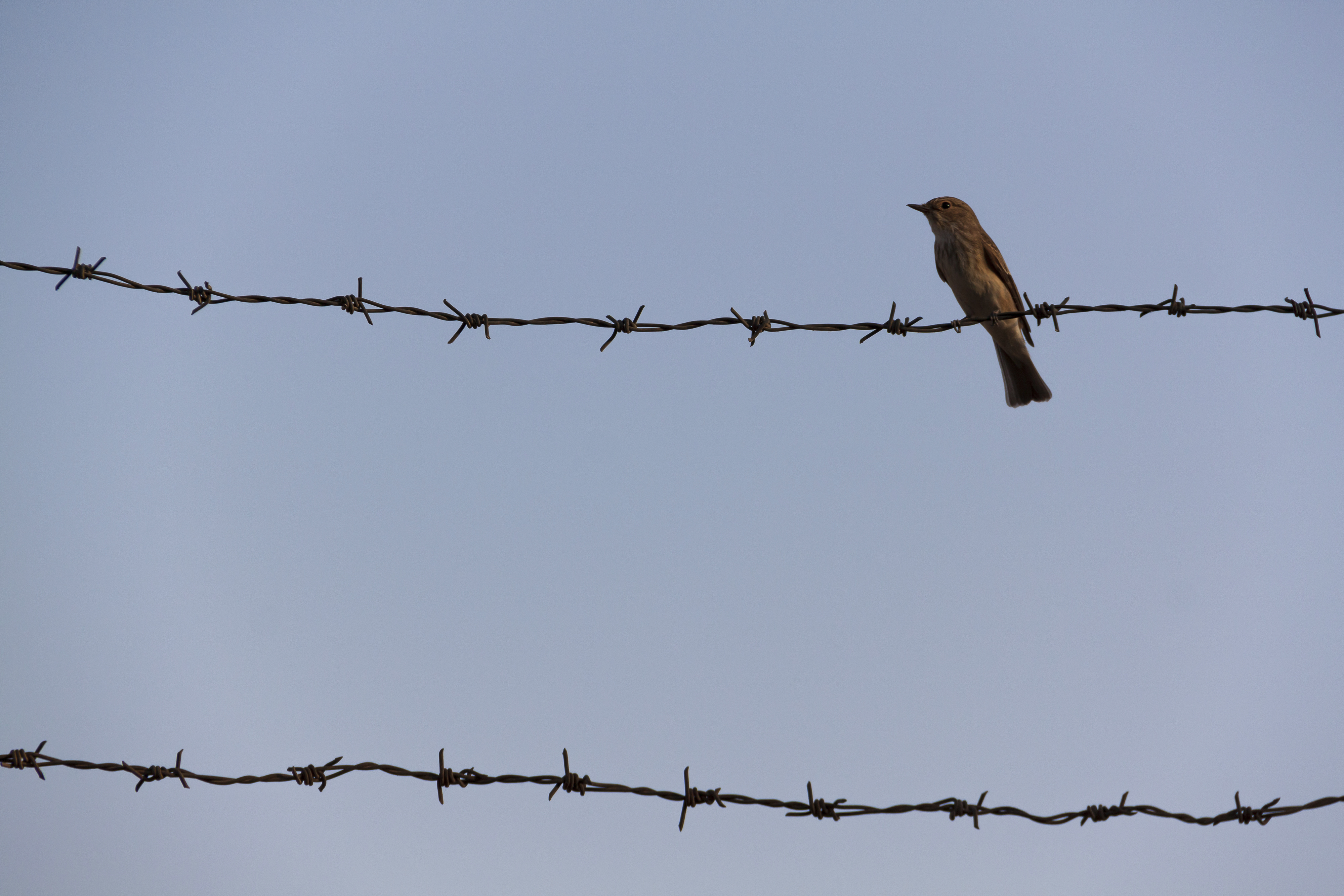
یک پرنده بر روی سیم‌های خاردار

سیم خاردارهایی که در ایران تولید می‌شوند به این صورت هستند:
- سیم خاردار خطی
- سیم خاردار تبری
- سیم خاردار خطی تبری
- سیم خاردار حلقوی
- سیم خاردار حلقوی سوزنی قطر ۶۰
- سیم خاردار حلقوی سوزنی قطر ۹۰
- سیم خاردار حلقوی تبری قطر ۶۰
- سیم خاردار حلقوی تبری قطر ۹۰

## سیم خاردار حلقوی
تفاوت اصلی این محصول با سیم خاردارهای خطی در شکل ظاهری آن است. در ساختار حلقه از گیره‌هایی استفاده می‌شود که از باز شدن سیم جلوگیری می‌کند و ماهیت حلقه‌ای آن را حفظ می‌کند. سیم‌های حلقه‌ای ساده دارای سیم سیم اصلی با قطر ۲٫۵ میلی‌متر و قطر سنبله ۲ میلی‌متر هستند. این محصول کاملاً گالوانیزه است و از شرایط محیطی رنج نمی‌برد. روند تولید سیم خاردار حلقه‌ای با خطی متفاوت است. دستگاه پانچ برای سیم‌های حلقه‌ای سخت استفاده می‌شود. بدین ترتیب ابتدا ورق را سلب کرده و نوارهای بلندی را درون دستگاه قرار می‌دهند. سپس پانچ روی نوارها انجام می‌شود. در نتیجه خروجی به‌صورت نوارهای نازک با مشت پروانه در فواصل برابر است. از کویل برای جمع‌آوری نوارها استفاده می‌شود. این محصول در اندازه‌های مختلف با کاربردهای مختلف تولید می‌شود. اندازه‌های ۶۰ و ۹۰ سانتی‌متری متداول‌ترین انواع موجود در بازار هستند. وزن هر متر از این محصول حدود ۱۸۰ گرم است. سیم‌های حلقه‌ای به قطر ۱۰ سانتی‌متر تقریباً در رول‌های ۱۰ متری به فروش می‌رسند. طول هر قطر سیم حلقه ای ۹۰ سانتی‌متری حدود ۱۵ متر است.